# Bytów (gemeente)
De gemeente Bytów is een stad- en landgemeente in het Poolse woiwodschap Pommeren, in powiat Bytowski.
De gemeente bestaat uit 15 administratieve plaatsen solectwo: Dąbie, Gostkowo, Grzmiąca, Mądrzechowo, Mokrzyn, Niezabyszewo, Płotowo, Pomysk Mały, Pomysk Wielki, Rekowo, Rzepnica, Sierzno, Świątkowo, Udorpie, Ząbinowice
De zetel van de gemeente is in Bytów.
Op 30 juni 2004 telde de gemeente 23 538 inwoners.

## Oppervlakte gegevens
In 2002 bedroeg de totale oppervlakte van gemeente Bytów 197,44 km², waarvan:
- agrarisch gebied: 48%
- bossen: 39%

De gemeente beslaat 9% van de totale oppervlakte van de powiat.

## Demografie
Stand op 30 juni 2004:
| Omschrijving                   | Totaal | Totaal | Vrouwen | Vrouwen | Mannen | Mannen |
| ------------------------------ | ------ | ------ | ------- | ------- | ------ | ------ |
| eenheid                        | aantal | %      | aantal  | %       | aantal | %      |
| inwoners                       | 23 538 | 100    | 12 076  | 51,3    | 11 462 | 48,7   |
| bevolkingsdichtheid (inw./km²) | 119,2  | 119,2  | 61,2    | 61,2    | 58,1   | 58,1   |

In 2002 bedroeg het gemiddelde inkomen per inwoner 1337,39 zł.

## Aangrenzende gemeenten
Borzytuchom, Czarna Dąbrówka, Lipnica, Parchowo, Studzienice, Tuchomie